# Kardymowo
Kardymowo (russisch Карды́мово) ist eine Siedlung städtischen Typs in der Oblast Smolensk in Russland mit 4659 Einwohnern (Stand 14. Oktober 2010).

## Geographie
Der Ort liegt etwa 25 km Luftlinie nordöstlich des Oblastverwaltungszentrums Smolensk am rechten Ufer des rechten Dnepr-Nebenflusses Chmost.
Kardymowo ist Verwaltungszentrum des Rajons Kardymowski sowie Sitz der Stadtgemeinde Kardymowskoje gorodskoje posselenije, zu der außerdem die Dörfer Jermatschki (5 km westlich), Kriwzy (nordwestlich anschließend) und Sopatschowo (2 km nordwestlich) gehören.

## Geschichte
Der Ort wurde 1859 erstmals urkundlich erwähnt. Er erlangte Bedeutung nach der Vorbeiführung der Eisenbahnstrecke Moskau – Minsk – Warschau Anfang der 1870er-Jahre.
Am 1. Oktober 1929 wurde Kardymowo Verwaltungssitz eines neu geschaffenen, nach ihm benannten Rajons, der allerdings bereits 1930 wieder aufgelöst, aber 1935 neugegründet wurde.
Im Zweiten Weltkrieg lag Kardymowo zweimal im Bereich erbitterter Kampfhandlungen. Ende Juli 1941 schlossen Truppen der deutschen Wehrmacht im Bereich der Siedlung den Ring um große Truppenverbände der Roten Armee im Gebiet nördlich und östlich von Smolensk. Die später als Schlacht um Smolensk bezeichneten Kampfhandlungen in dem Gebiet zogen sich bis Anhang September 1941 hin, als es den deutschen Truppen gelang, weiter in Richtung Moskau vorzurücken. Am 23. September 1943 wurde Kardymowo im Rahmen der Smolensker Operation von der Roten Armee zurückerobert, wobei dort eine deutsche Verteidigungslinie entlang des Flusses Chmost überwunden werden musste.
1979 erhielt der Ort den Status einer Siedlung städtischen Typs.

### Bevölkerungsentwicklung
| Jahr | Einwohner |
| ---- | --------- |
| 1939 | 0907      |
| 1959 | 1866      |
| 1979 | 2720      |
| 1989 | 4908      |
| 2002 | 5084      |
| 2010 | 4659      |

Anmerkung: Volkszählungsdaten

## Verkehr
Kardymowo besitzt einen Bahnhof bei Kilometer 385 auf diesem Abschnitt der 1871 eröffneten und seit 1979 elektrifizierten Eisenbahnstrecke Moskau – Smolensk – Minsk.
Nördlich wird die Siedlung von der Regionalstraße 66K-12 umgangen, die Smolensk mit Dorogobusch verbindet. Nach Nordwesten besteht über die 66N-1004 Anschluss zur gut 15 km entfernten föderalen Fernstraße M1 Belarus von Moskau zur belarussischen Grenze.